# Carlo Ferrari
Pour les articles homonymes, voir Ferrari.

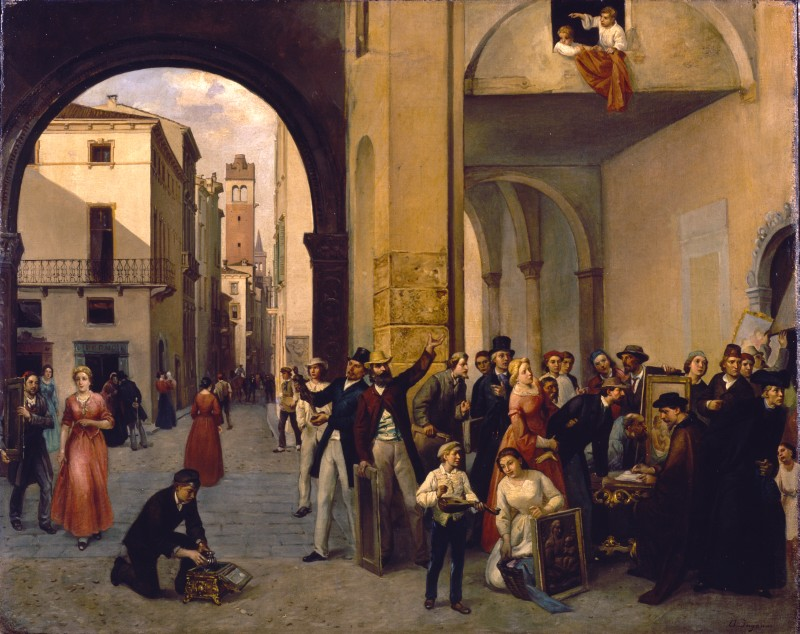
Doni alla patria, ca. 1865-1871 (Fondazione Cariplo)

Carlo Ferrari, né le 30 septembre 1813 à Vérone et mort le 28 janvier 1871 dans la même ville, appelé Il Ferrarin, est un peintre italien.

## Biographie
Carlo Ferrari naît le 30 septembre 1813 à Vérone.
Il y étudie sporadiquement à l'Académie des Beaux-Arts de Cignaroli, tout en exerçant en tant que copiste et restaurateur dans l'atelier du peintre de fresques Pietro Nanin.
Il fait ses débuts à l'exposition de 1837 à l'Académie de Vérone avec une série de vues de la ville animées d'épisodes de genre inspirés de la peinture flamande. Ces vues deviendront des sujets typiques de la partie la plus réussie de son répertoire.
Dans les années 1840, il est de plus en plus acclamé par le public et la critique, ce qui coïncide avec sa participation plus fréquente à des expositions, comme celles de l'Académie de Venise en 1839 et de l'Athénée de Brescia en 1840 et de l'Esposizione di Belle Arti à l'Académie de Brera à Milan en 1844, et il s'impose également comme l'un des principaux peintres véronais pendant la période de la Restauration. Il reçoit d'importantes commandes de la noblesse locale et des officiers autrichiens basés à Vérone grâce à ses bons offices avec le maréchal Radetzky, auquel sont principalement destinées ses vues de la lagune vénitienne inspirées du modèle de veduta du XVIIIe siècle. La renommée internationale de l'artiste et son attrait pour le marché atteignent leur apogée vers 1851, après la visite de l'empereur François-Joseph à son atelier qui lui garantisse une clientèle internationale de premier ordre.
À la fin de sa vie, il est très actif en tant que peintre et graveur, se spécialisant dans l'interprétation des œuvres de la Renaissance, et il devient également un connaisseur en travaillant en étroite collaboration avec le collectionneur véronais Cesare Bernasconi.
Carlo Ferrari meurt le 28 janvier 1871 dans sa ville natale.